# Vendela Santén
Vendela Elin Birgitta Santén (* 11. Juni 1978 in Göteborg als Vendela Zachrisson) ist eine ehemalige schwedische Seglerin.

## Erfolge
Vendela Santén nahm in der 470er Jolle mit Therese Torgersson an den Olympischen Spielen 2004 in Athen und 2008 in Peking teil. Mit 63 Punkten gewannen sie 2004 die Bronzemedaille hinter dem griechischen und dem spanischen Boot, nur einen Punkt hinter den Spanierinnen. Vier Jahre darauf kamen sie nicht über den 15. Platz hinaus. Bei Weltmeisterschaften gelang Santén und Torgersson 2004 in Zadar der Titelgewinn, zwei Jahre später gewannen sie 2006 in Rizhao die Bronzemedaille.